# Topolino Radio Orquesta
Topolino Radio Orquesta fue un grupo musical español que desarrolló su actividad durante la década de 1980. Alcanzó el éxito con canciones como La vaca lechera, Mi casita de papel, Qué bonita es Barcelona, Tiro-liro, Mustaphá o Rascayú, especializándose en versiones de antiguas canciones de los años 1940 y 1950. La imagen de la banda y la vestimenta de sus componentes estuvo inspirada en esa época.
La orquesta estuvo liderada por el director Manuel Gas y por el cantante y vocalista Kin Laria. Algunos de sus integrantes fueron Mariano Rico (batería), Fernando López (contrabajo y arreglos vocales), Eduardo Medina (contrabajo), Francisco Caldes (clarinete), Manuel Fernández (saxofón), Francisco Peiró (tenor saxofón), José Corchete (trompeta) y Manuel Muñoz (trompeta).
Tras varios años de inactividad, y tras superar la pérdida de sus dos pilares fundamentales (Manuel Gas y Kin Laria), en 2016 volvieron a los escenarios con una renovada formación de la mano de José María López (hijo de Fernando López, miembro fundador de la orquesta) siendo entonces sus componentes: Toni Menguiano (voz solista), Mariano Rico (batería, miembro fundador), Fernando López (bajo, miembro fundador), Chema Augusto (piano), Juan Carlos Felipe (clarinete), Miguel Ángel Egido (saxo), Manolo Panchito (trompeta), Vicente Gasca (trompeta), Celia Vergara (corazón) y Carmen López (corazón).

## Discografía
Entre 1981 y 1994 publicaron 6 LPs:
- Topolino Radio Orquesta (1981)
- Topolinolandia (1982)
- La Topolino Ataca De Nuevo (1982)
- ¡Bing, qué grande eras! (1983)
- Súper Juerga (1984)
- ¡Ostras, la Topolino! (1994)

Además, entre 1981 y 1982, publicaron seis sencillos y en 1984 una reedición de su primer álbum.